# Maeda Toshiie
Maeda Toshiie (前田利家 (Tiền Điền Lợi Gia) 15 tháng 1, 1539 - 27 tháng 4, 1599) là một trong những tướng quân quan trọng của Oda Nobunaga từ thời kỳ Sengoku vào thế kỷ 16 cho đến thời kỳ Azuchi-Momoyama. Cha ông tên là Maeda Toshimasa. Ông là người thứ 4 trong số 7 anh em trai. Tên thời thơ ấu của ông là "Inuchiyo" (犬千代) (Khuyển Thiên Đại). Vũ khí yêu thích của ông là yari (một loại giáo của Nhật) và ông được biết đến với tên gọi "Yari no Mataza" (槍の又左) (Thương Hựu Tả), Matazaemon (又左衛門) (Hựu Tả Vệ Môn) trở thành tên gọi thông thường của ông. Chức vụ lớn nhất của ông trong triều là Dainagon (大納言) (Đại Nạp Ngôn).

## Tuổi trẻ
xxxxnhỏ|trái|Tượng đài Maeda Toshiie khi còn trẻ ở Arako, Nagoya
Toshiie sinh ra ở tỉnh Owari, là con trai thứ tư của Maeda Toshimasa, người cai quản lâu đài Arako. Toshiie phục vụ Oda Nobunaga từ nhỏ và lòng trung thành của ông đã được tưởng thưởng bằng việc để ông làm tộc trưởng của gia tộc Maeda, một điều bất bình thường với người con trai thứ tư khi mà tất cả các anh của ông đều không phạm lỗi gì nặng nề. Giống như Nobunaga, Toshiie cũng đã từng phạm tội, thường ăn mặc kì cục theo kiểu kabukimono. Người ta tin rằng ông là bạn thuở thiếu thời của Kinoshita Tokichiro (sau này là Toyotomi Hideyoshi). Cũng như Hideyoshi với cái tên Saru, 猴 hay "hầu," Toshiie được Nobunaga gọi là Inu, 犬 hay "khuyển". Theo dân gian thì chó và khỉ không bao giờ kết thân với nhau, Toshiie thường được miêu tả là kín đáo và lạnh lùng, ngượi lại với vẻ hoạt bát và dễ chịu và lắm mồm của Hideyoshi.

## Đời binh nghiệp

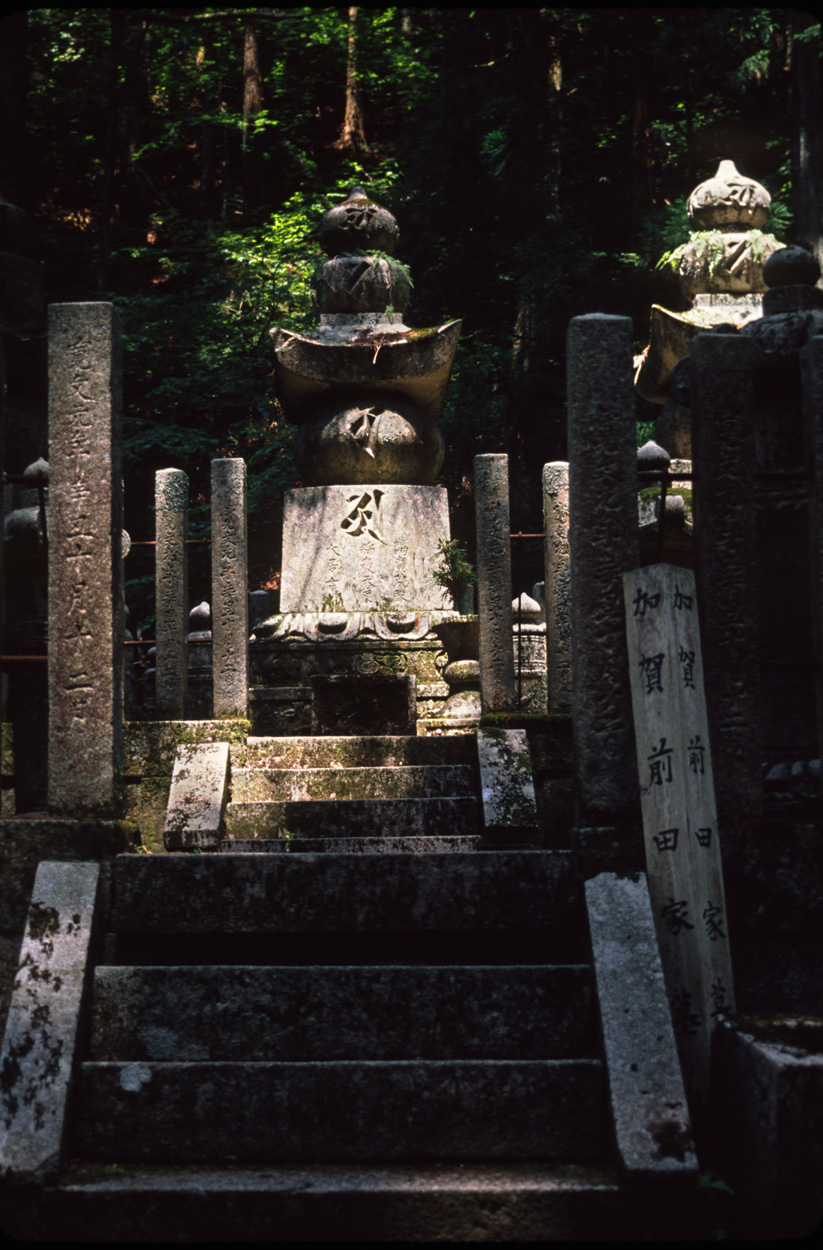
Nghĩa địa của gia tộc Maeda núi Mount

Toshiie khởi nghiệp với việc gia nhập akahoro-shū (赤母衣衆) (Xích Mẫu Y Chúng), đơn vị dưới quyền chỉ huy của riêng Oda Nobunaga. Ông sau đó trở thành một túc khinh đại tướng (ashigaru taishō 足軽大将) trong quân đội nhà Oda. Trong đời binh nghiệp của mình, Toshiie làm quen với rất nhiều nhân vật quan trọng, như Hashiba Hideyoshi, Sassa Narimasa, Akechi Mitsuhide, Takayama Ukon, và những người khác. Ông cũng đối địch với vài người như Mitsuhide, người sau này ám sát Nobunaga; Toshiie cũng là một kẻ thù truyền kiếp của Tokugawa Ieyasu. Sau khi đánh bại nhà Asakura, Maeda chiến đấu dưới trướng của Shibata Katsuie trong vùng Hokuriku. Ông cuối cùng được thưởng một han (lãnh địa) (Lãnh địa Kaga) kéo dài sang Noto và [tỉnh [Kaga]]. Bất chấp diện tích nhỏ bé, Kaga là một tỉnh giàu có và mỗi năm nộp thuế 1 triệu koku (百万石) (Bách Vạn Thạch) (đơn vị tính lượng gạo của Nhật); do đó, nó được đặt biệt danh là Kaga Hyaku-man-goku (加賀百万石) (Gia Hạ Bách Vạn Thạch).
Toshiie hưởng lợi từ một nhóm các chư hầu chủ chốt. Vài người, như Murai Nagayori và Okumura Nagatomi, là những thuộc hạ trung thành của nhà Maeda.
Sau khi Nobunaga bị ám sát ở chùa Honnō-ji (本能寺) (Bản Năng tự) bởi Akechi Mitsuhide và thất bại sau đó của Misuhide trước Hideyoshi, ông chiến đấu với Hideyoshi dưới sự chỉ huy của Shibata trong trận Shizugatake. Sau khi Shibata bị tiêu diệt, Toshiie về dưới trướng Hideyoshi và trở thành một trong những tướng quân quan trọng nhất của ông. Sau đó một thời gian, ông bị buộc phải giao chiến với một người bạn của mình, Sassa Narimasa. Narimasa không phải là đối thủ của Toshiie và nhanh chóng bị đánh bại, theo đó là thắng lợi của Maeda trong trận lâu đài Suemori. Trước khi chết năm 1598, Hideyoshi bổ nhiệm Toshiie vào Hội đồng 5 vị nguyên lão để trợ giúp Toyotomi Hideyori cho đến khi Hideyori đủ tuổi tự mình chấp chính. Tuy nhiên, chính Toshiie cũng không đủ sức khỏe, và chỉ có thể trợ giúp cho Hideyori đúng một năm rồi mất.
Toshiie được con trai Toshinaga kế tục.

## Gia đình

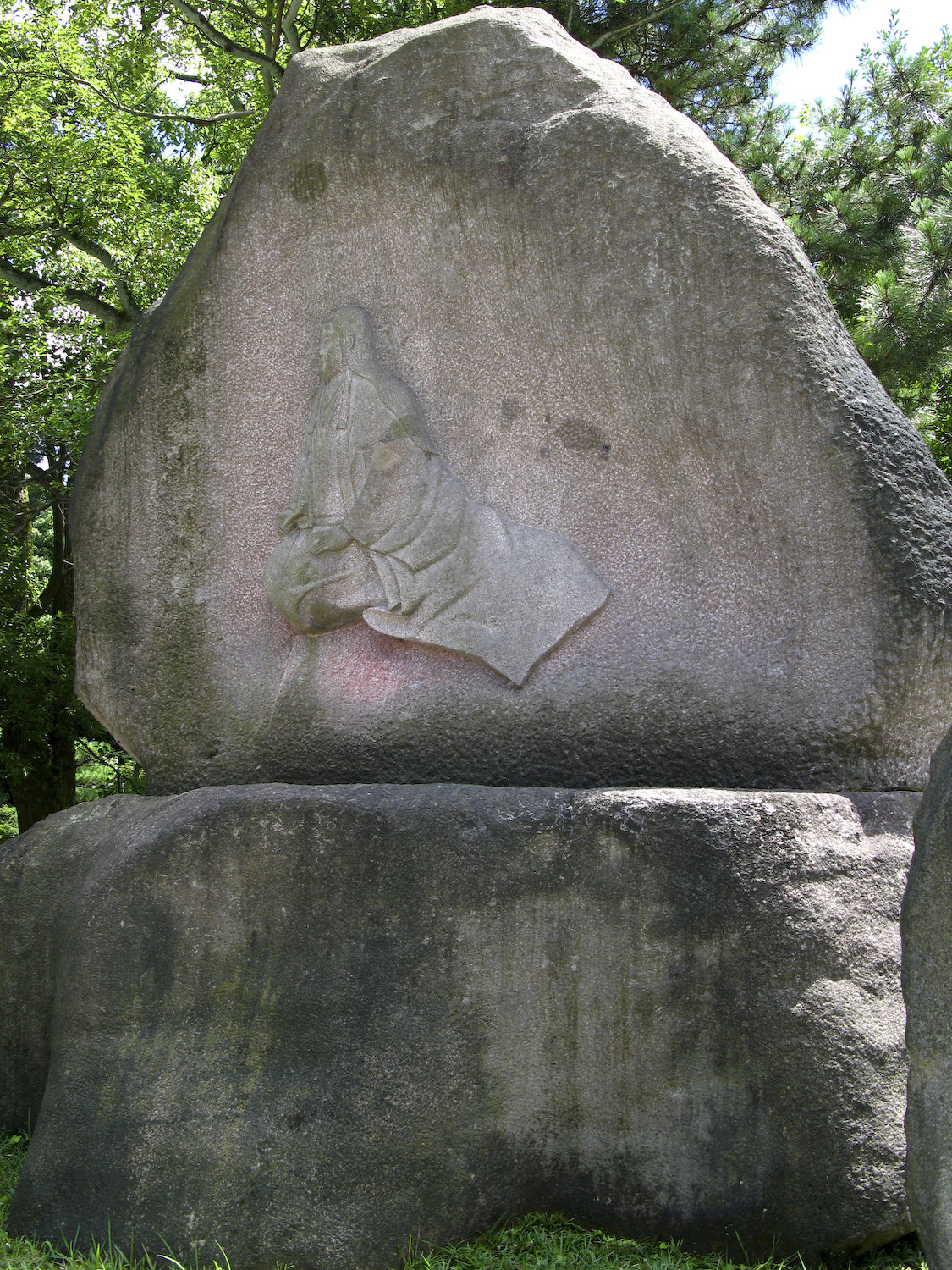
Matsu, theo miêu ta ở bức tượng ở đền Oyama ở Kanazawa

Vợ của Toshiie, Maeda Matsu, cũng là một người nổi tiếng. Mạnh mẽ từ tấm bé, bà rất giỏi võ và có đóng góp quan trọng đối với thành công của Toshiie. Sau khi chồng qua đời, Matsu, sau này được biết đến với Pháp danh Hoshun-in, đảm bảo cho an toàn của gia tộc Maeda sau năm 1600 bằng cách tự nguyện đến làm con tin ở Edo, thủ đô của shogun mới, Tokugawa Ieyasu, người mà cả đời bà ghê tởm khi chứng kiến cuộc tranh giành quyền bính giữa ông ta, chồng bà và Hideyoshi.
Toshiie và Matsu có nhiều con. Những người con trai của họ, Toshinaga, Toshimasa, Toshitsune, Toshitaka, và Toshitoyo đều tự mình trở thành daimyo. Các con gái của họ đều làm dâu các thế gia vọng tộc; con gái cả, Kō, cưới Maeda Nagatane, họ hàng xa của Toshiie, là một thuộc tướng cao cấp ở Kaga; Ma'a, là vợ lẽ của Toyotomi Hideyoshi, Gō được Hideyoshi nhận làm con nuôi và làm vợ của Ukita Hideie, và Chise, người ban đầu kết hôn với con trai của Hosokawa Tadaoki, Tadataka, rồi sau đó lấy con trai của Murai Nagayori là Nagatsugu.

## Chân dung trong văn hóa đại chúng

Hình Maeda Toshiie trong video game Samurai Warriors 2: Xtreme Legends của Koei.

Seri phim lịch sử năm 2002 của đài NHK, "Toshiie to Matsu" (利家とまつ~加賀百万石の物語) dựa trên câu chuyện về cuộc đời của vợ chồng Maeda. Maeda Toshiie do Karasawa Toshiaki đóng, và Matsu do Matsushima Nanako đóng. Karasawa cũng đóng vai Maeda trong seri phim lịch sử năm 2006 của NHK, "Kōmyō ga Tsuji" (功名が辻) (eps 39 and 40).
Maeda Toshiie cũng xuất hiện trong vài video game, như Sengoku Basara, Kessen III, Warriors Orochi 2, Warriors Orochi Z và Samurai Warriors, cũng như Hana no Keiji (tác giả Tetsuo Hara) chóng đó ông được vẽ theo kiểu truyện tranh.

## Link liên quan
- tham khảo trang Buke-kaden trong gia tộc Maeda (bằng tiếng Nhật)
- phả hệ nhà Maeda (bằng tiếng Nhật) Lưu trữ ngày 1 tháng 10 năm 2007 tại Wayback Machine
- phả hệ các daimyo vùng Kanazawa-han, bao gồm Toshiie (bằng tiếng Nhật) Lưu trữ ngày 16 tháng 10 năm 2007 tại Wayback Machine
- Tiểu sử (bằng tiếng Nhật)[liên kết hỏng]